# Водонапірна вежа Svampen
59°17′17″ пн. ш. 15°13′31″ сх. д. / 59.28806° пн. ш. 15.22528° сх. д.

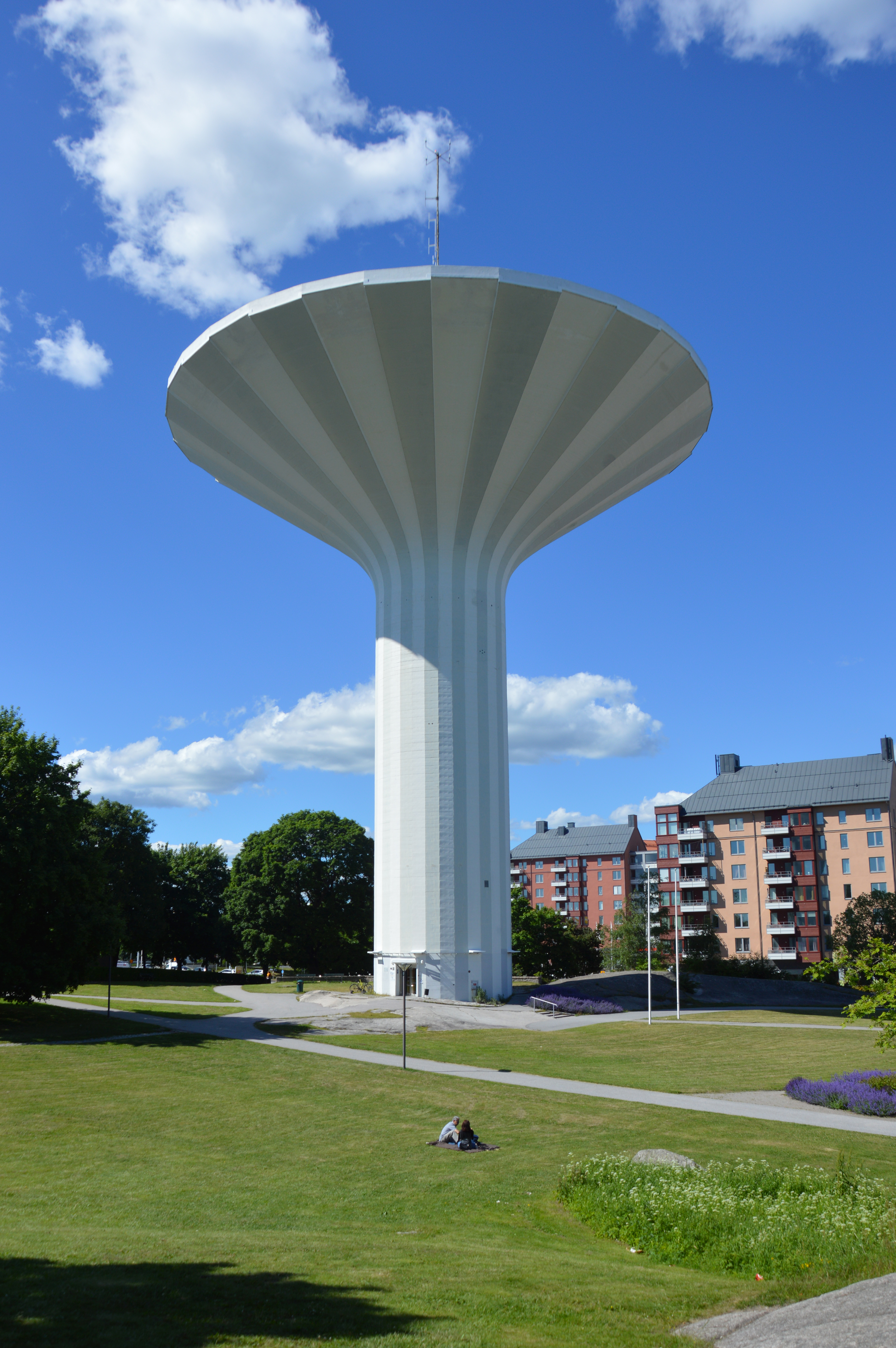
Водонапірна вежа Svampen («Гриб», 1958).

Водонапірна вежа Гриб (швед. Svampen) була здана в експлуатацію в травні 1958 року в місті Еребру, Швеція. Її висота становить 58 метрів, вежа вміщує 9 мільйонів літрів води.
Копія цієї водонапірної вежі встановлена в Ер-Ріяді, столиці Саудівської Аравії.

## Туризм
Вежа відкрита для відвідувачів з 1 травня по 31 жовтня щорічно. З дня відкриття тут побувало понад 8 мільйонів туристів. Для відвідувачів на верхньому поверсі відкрита кав'ярня і оглядовий майданчик.